# Marija Fjodorowna Jakuntschikowa

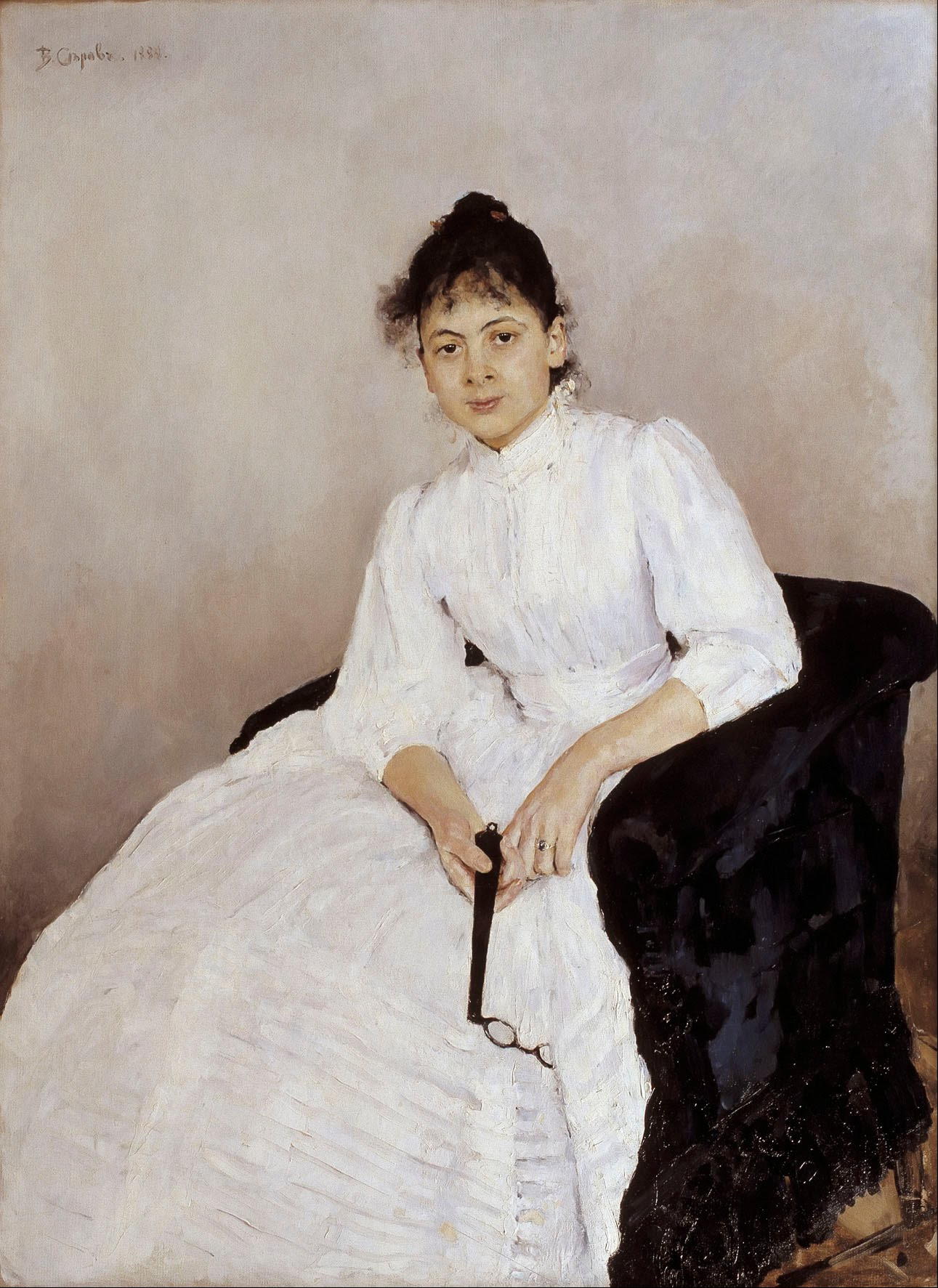
Marija Fjodorowna Jakuntschikowa (W. A. Serow, 1885–1888, Kunstmuseum Malmö)

Marija Fjodorowna Jakuntschikowa, geboren Marija Fjodorowna Mamontowa, (russisch Мария Фёдоровна Якунчикова, Geburtsname Мамонтова; * 5. Apriljul. / 17. April 1863greg. in Kirejewo, Ujesd Moskau; † 6. April 1952 in Sainte-Geneviève-des-Bois (Essonne)) war eine russische Künstlerin und Kunsthandwerkerin.

## Leben
Marija Fjodorowna war das älteste Kind von Fjodor Iwanowitsch Mamontow (1839–1874) aus der reichen Kaufmannsfamilie Mamontow und seiner Frau Olga Iwanowna geborene Kusnezowa (1847–1932) und Nichte des Unternehmers Sawwa Iwanowitsch Mamontow. Sie wuchs auf dem elterlichen Landsitz Kirejewo bei Moskau auf. Im Sommer 1882 heiratete sie Wladimir Wassiljewitsch Jakuntschikow (1855–1916), der Sohn des Moskauer Unternehmers Wassili Iwanowitsch Jakuntschikow, dessen Tochter Natalja Wassiljewna den Maler Wassili Dmitrijewitsch Polenow heiratete.
1890 eröffnete Jakuntschikowa zusammen mit ihrer Tante Jelisaweta Grigorjewna Mamontowa in Moskau an der Petrowka einen Laden für russische Erzeugnisse, in dem sie Bestellungen für Produkte des Kunsthandwerks annahmen. In den folgenden Jahren begab sich Jakuntschikowa auf den Landsitz ihrer Tante in Gromok (Ujesd Morschansk) und richtete im benachbarten Solominka (Rajon Baschmakowo) eine Nähwerkstatt und eine Stickwerkstatt ein, in der nach ihren Vorlagen künstlerische Spitzen und Stickereien für Dekore, Gardinen und Schabracken und später auch Damenkleider und Trachten hergestellt wurden. Jakuntschikowa stellte Erzeugnisse ihrer Werkstätten auf der Weltausstellung Paris 1900 aus und erhielt den Ordre des Palmes Académiques. 1902 auf der Allrussischen Handwerks- und Industrieausstellung im Taurischen Palais in St. Petersburg beeindruckte Jakuntschikowas Stand insbesondere die Ausländer.

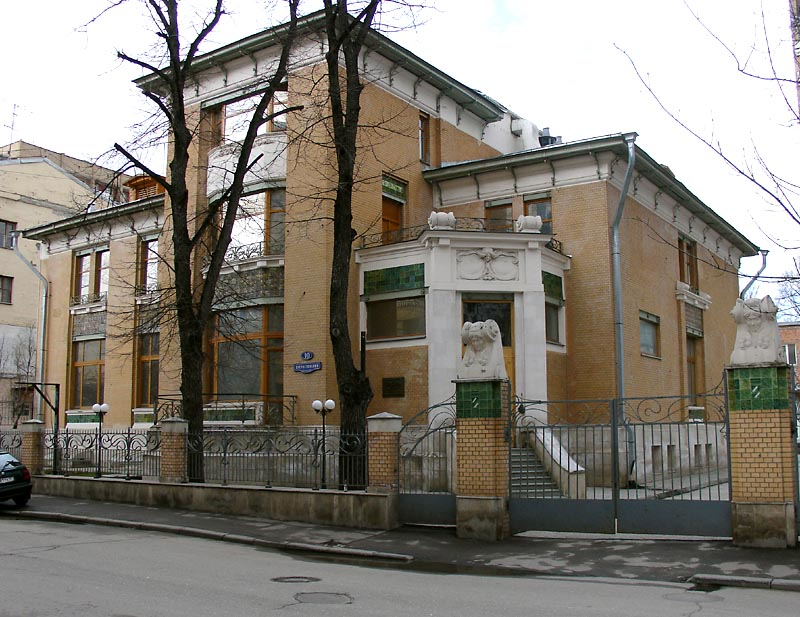
Jakuntschikowa-Villa, Pretschistenski Pereulok 10, Moskau

1910 erwarb Jakuntschikowa in Moskau die Villa am Pretschistenski Pereulok 10, dann als  Jakuntschikowa-Villa bekannt, die William Walcot 1899–1900 für Jacob Recks Handels- und Bau-Aktiengesellschaft im Stil der vom Jugendstil ausgehenden Moskauer Moderne gebaut hatte. Bekannt war auch ihre Datsche an der Nara bei Naro-Fominsk. Hier weilten Anton Pawlowitsch Tschechow, Konstantin Sergejewitsch Stanislawski und Igor Emmanuilowitsch Grabar.
1912 begann Jakuntschikowa, Palas-Teppiche herzustellen. Sie stellte sie auf internationalen Ausstellungen in Moskau und Paris aus und erhielt Erste Preise. Darauf stellte das Landwirtschaftsministerium 400.000 Rubel für den Bau einer Teppichweberei zur Verfügung. Mit dem Geld wurde in Solominka ein großes Gebäude errichtet, in dem fast alle Frauen Solominkas mit Weben, Nähen, Stricken, Sticken und Färben beschäftigt waren. Bei Kriegsbeginn 1914 wurde den deutschen Geschäftsführern die Arbeit untersagt und die Arbeit in den Werkstätten eingestellt. In der Künstlerkolonie Abramzewo ihres Onkels leitete Jakuntschikowa seit 1908 die Tischlerwerkstatt und die Stickwerkstatt.
Neben ihrer künstlerischen Arbeit war Jakuntschikowa als Wohltäterin aktiv. Sie war Mitglied der Iberon-Gemeinde der Schwestern der Barmherzigkeit, des Frauengefängniswohltätigkeitskomitees und des Kuratoriumsrats der Städtischen Frauenschule.
Nach der Oktoberrevolution wurden Jakuntschikowas Haus in Moskau und ihre Datsche verstaatlicht. Zusammen mit Natalja Jakowlewna Dawydowa (1873–1926), die 1917–1923 Direktorin des Handwerksmuseums war, gründete Jakuntschikowa 1923 in Tarussa ein Strickerinnen-Artel.
1928 emigrierte Jakuntschikowa. 1932 wurde sie in das Komitee der Moskauer Landsmannschaft gewählt. Sie lebte in Paris, wo sie eine Kunsthandwerk-Werkstatt gründete. Häufig stiftete sie ihre Arbeiten für Tombolas auf Bällen der Union der Russischen Juristen. 1937 wurde sie Mitglied der Union der Verehrer Kaiser Nikolaus II. Ihre letzten Lebensjahre verbrachte sie im Altersheim in Sainte-Geneviève-des-Bois. Begraben wurde sie auf dem Russischen Friedhof von Sainte-Geneviève-des-Bois.